# Abfallvermeidung

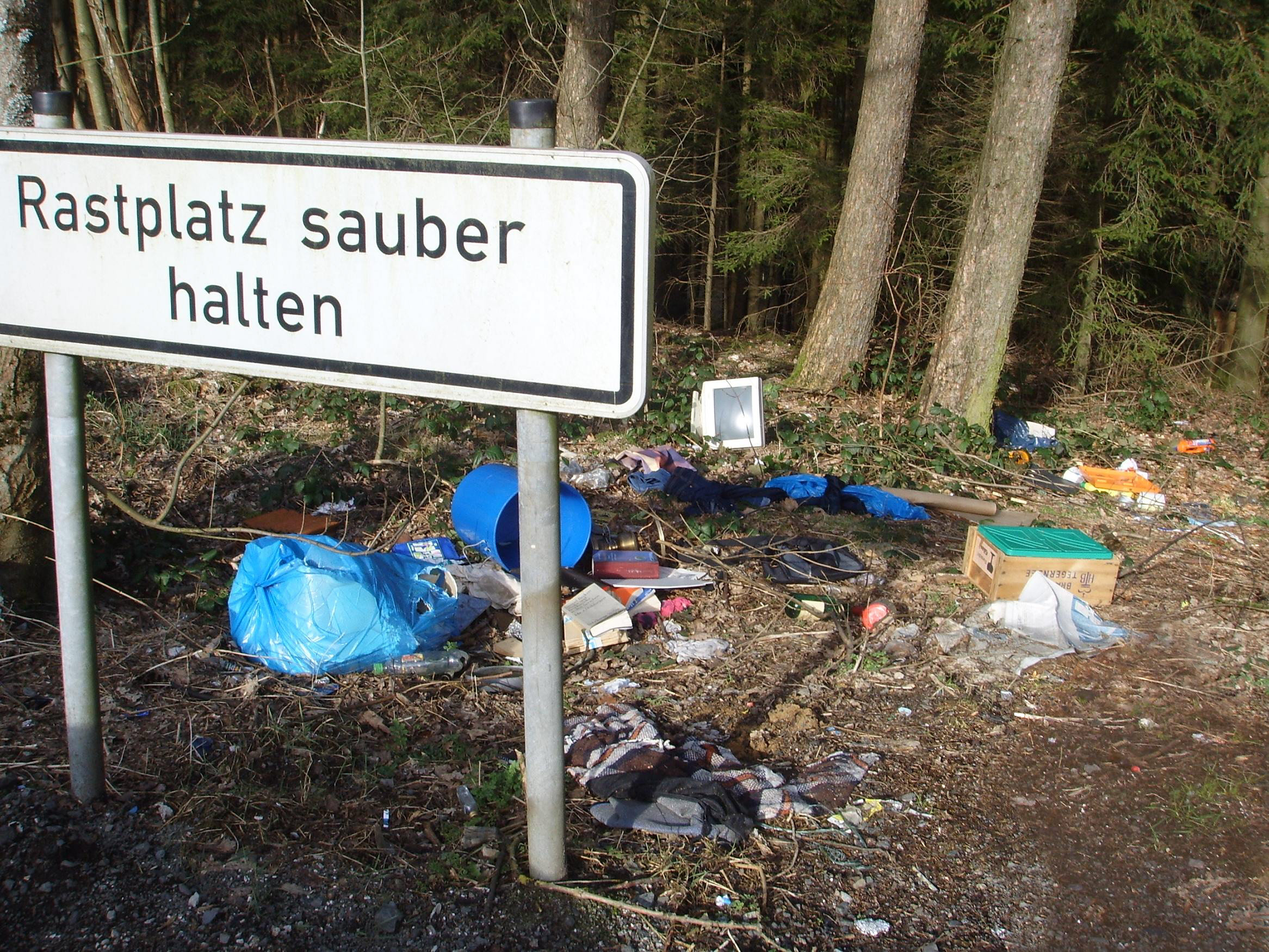
Ein Rastplatz wird zur wilden Müllkippe

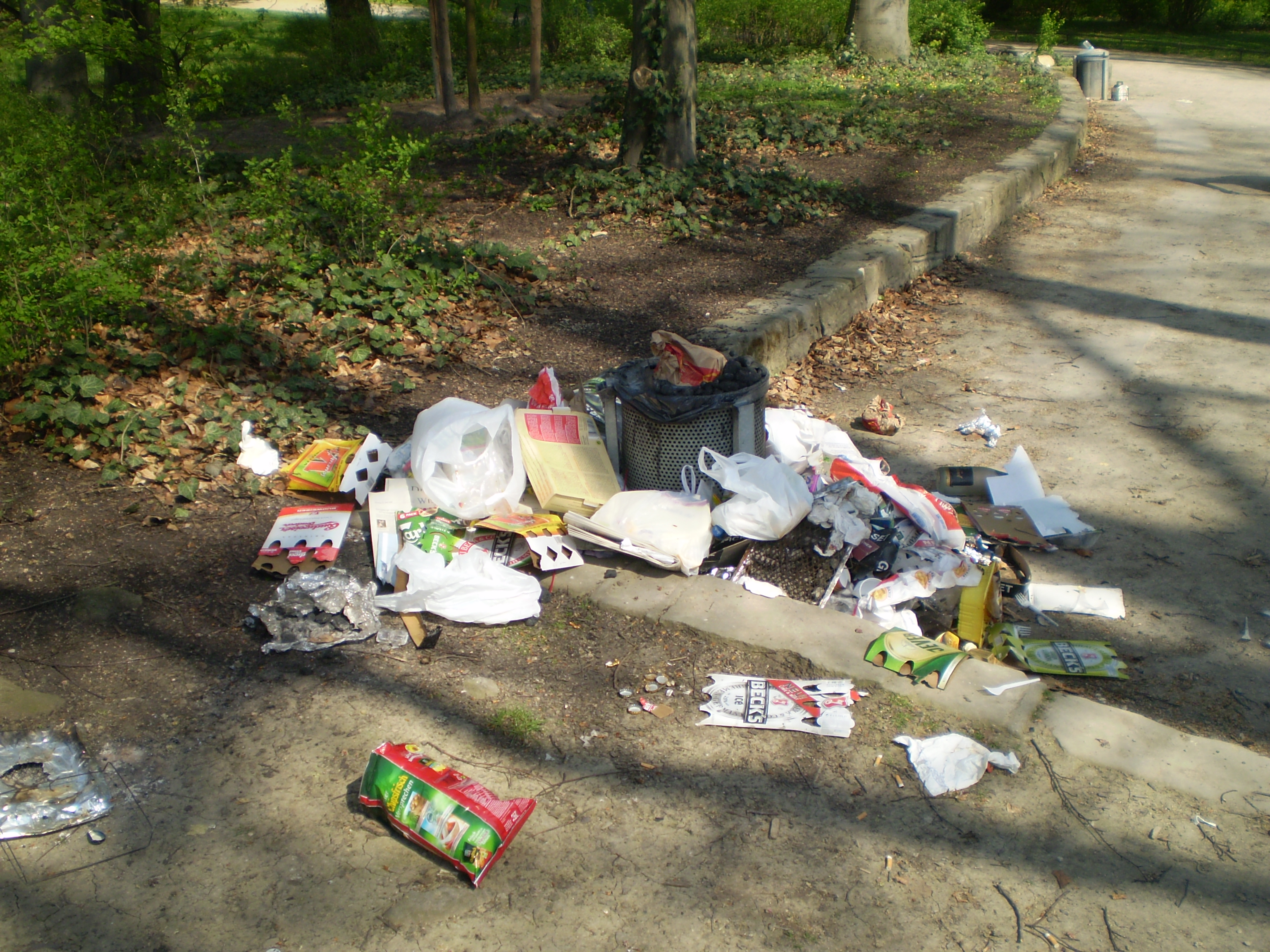
Überfüllter Abfallbehälter in einem Stadtpark

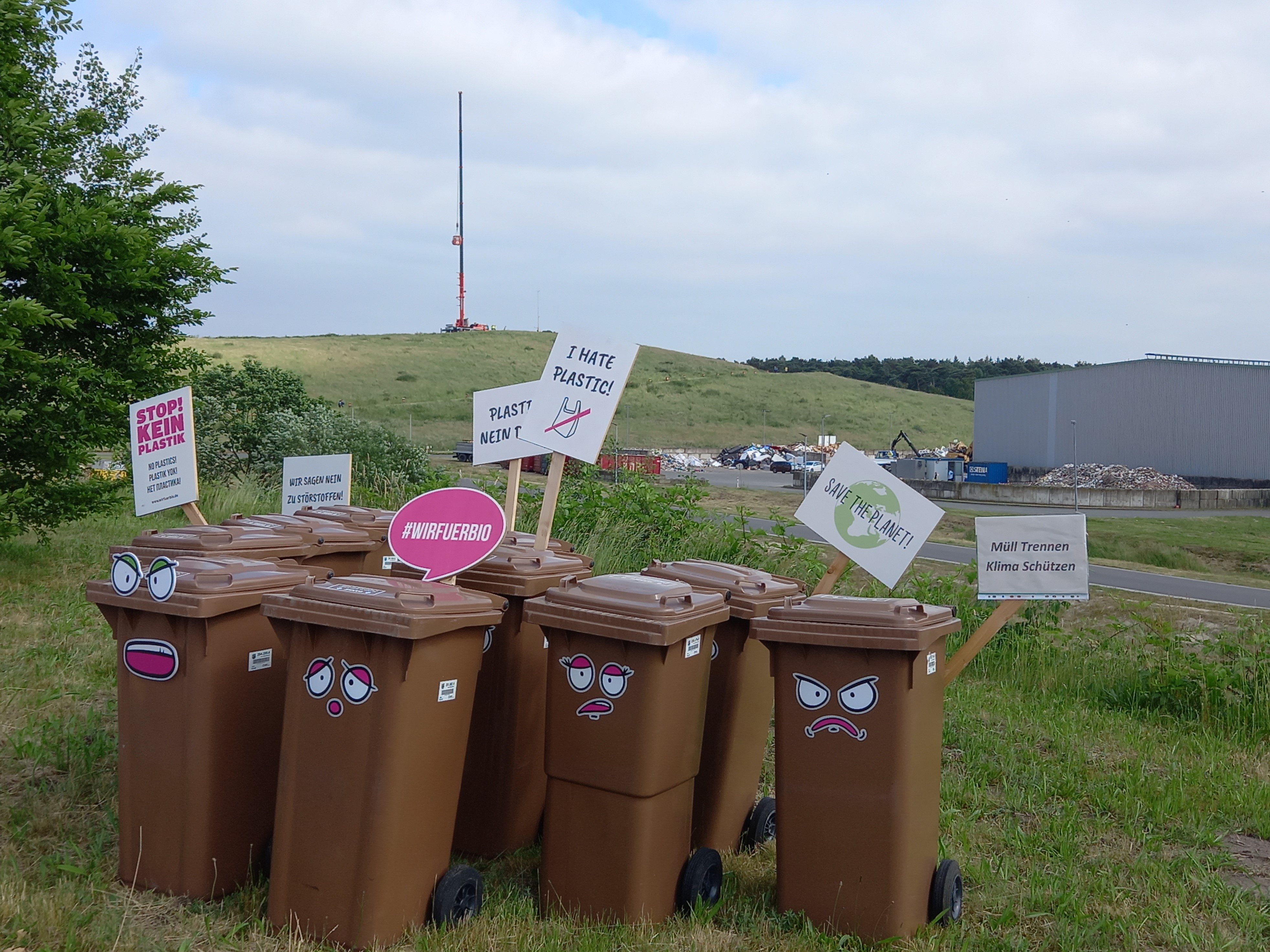
Gegen Plastikmüll „demonstrierende“ Biomülltonnen

Unter Abfallvermeidung werden alle Vorkehrungen und Maßnahmen verstanden, die dazu dienen, die Menge des anfallenden Abfalls zur Beseitigung zu reduzieren.
In einer engeren Wortbedeutung wird die Ansammlung von Abfall dadurch vermieden, dass eine Herstellung von Produkten, die als „unnütz“ erscheinen, gar nicht erst stattfindet. Mit dem Begriff Precycling (in Anlehnung an Recycling) wird vor allem die Vermeidung von Verpackungsmaterial bezeichnet. Der Entstehung von Problemmüll nach Beendigung der Nutzungsdauer eines Produkts kann dadurch vorgebeugt werden, dass Kriterien der Schadstofffreiheit, der Länge der Nutzungsdauer und der Recyclingfähigkeit auf hohem Qualitätsniveau schon durch die Konzeption und durch das Design der künftig zu vermarktenden Produkte – insbesondere durch die Auswahl und den Einsatz von Stoffen – berücksichtigt werden.
Der Wortbedeutung im weiteren Wortsinn liegt die Unterscheidung zwischen „Abfall zur Beseitigung“ und „Abfall zur Verwertung“ zugrunde. Im Sinne dieser Unterscheidung gelten verwertbare Materialien und Substanzen nur dann als Abfall, wenn sie nicht entsprechend ihrer potenziellen Eignung als Wertstoffe behandelt, sondern beseitigt werden. Die wichtigste Methode, Abfall in Wertstoffe zu verwandeln, besteht darin, ihm „Störstoffe“ zu entziehen, z. B. – bei Altpapier und Zellstoff – durch Pulper. Die wieder in Wert gesetzten Materialien und Substanzen gelten rechtlich nicht mehr als „Abfall“.
Auch bei der Reinigung von Abwasser und Klärschlamm in Kläranlagen ist das gereinigte Wasser zumindest als Brauchwasser verwertbar und muss nicht „beseitigt“ werden.

## Maßnahmen zur Abfallvermeidung
Zur qualitativen Abfallvermeidung gehören
- die zyklische Ressourcennutzung (z. B. Kreislaufwirtschaft, Cradle to Cradle)
- der Einsatz von Mehrwegsystemen
- die Konzeption der Produkte für den Mehrfachgebrauch in Produkt-Dienstleistungssystemen (z. B. Leasing, Sharing).
- das Ersetzen von giftigen oder anderweitig problematischen Stoffen durch Alternativen
- die Beschränkung der Anzahl der eingesetzten Stoffe auf nur einen Stoff (für einfache Produkte) oder möglichst wenige Stoffe
- der Verzicht auf Verbundstoffe
- der Verzicht auf Materialien, die keinem Recycling zugeführt werden können und das Überdenken des sinnvollen Einsatzes von Materialien und Ressourcen (wo setze ich welches Material wann ein)
- Abfallprodukte oder (scheinbar) nutzlose Stoffe in neuwertige Produkte umgewandelt (Upcycling)
- Kaputte Gegenstände reparieren, anstatt sie wegzuwerfen (Repair-Café)
- Nachfüllverpackungen verwenden, um die Menge an Verpackungsmüll zu verringern[2]

Zur quantitativen Abfallvermeidung zählen alle Maßnahmen, die von vornherein (also schon bei der Produktion) auf die Verminderung der später anfallenden Abfallmenge zielen wie
- die Verringerung der eingesetzten Materialmasse (z. B. dünnwandigere Verpackungsfolien)
- die Konzeption von Produkten mit langer Gebrauchsdauer für die Wiedernutzung, Weiternutzung mit den Eigenschaften der Reparierbarkeit, Reinigungsfähigkeit, Waschbarkeit, Wiederbefüllbarkeit usw.
- die Wiederverwertung von gebrauchten Gütern durch Gebrauchtwarenläden und Sozialkaufhäuser[3]

Werden Produkte für eine lange Gebrauchsdauer und für viele Gebrauchsvorgänge hergestellt, so ist die entstehende Abfallmenge im Verhältnis zur Nutzung sehr gering. Werden Produkte dagegen für eine kurze Gebrauchsdauer und womöglich nur für einen Gebrauchsvorgang hergestellt, ist die Abfallmenge im Verhältnis zur Nutzung sehr groß.